# Allindelille Fredskov
Allindelille Fredskov er en ca. 65 hektar stor skov nord for Ringsted på Sjælland, der er ejet af Danmarks Naturfond. Skoven er kendt for et rigt planteliv takket være den kæmpemæssige plade af skrivekridt, som ligger lige under mulden flere steder i skoven. Træerne har ganske vist svært ved at trives på grund af disse særlige jordbundsforhold, men til gengæld vokser her en række kalkelskende plantearter, som ikke trives ret mange andre steder i landet. Det gælder for eksempel orkideen flueblomst, der ikke vokser andre steder i Danmark. Derudover findes blå anemone, kirteløjentrøst, blåtoppet kohvede, seline, dyrearter som billen pragttorbist og fugle som  træløber og nattergal.
Skoven fik sin nuværende afgrænsning i 1798, hvor den blev fredet under forordningen for de kongelige skove. Da Københavns Universitet i 2011 ønskede at skille sig af med Allindelille Fredskov, opkøbte Danmarks Naturfredningsforening skoven og overdrog den til Danmarks Naturfond. Statens køb af skoven skete under protest. Naturfredningsforeningen brugte således 5 millioner kroner på købet, da den var bekymret for, at skovens naturværdier ville komme under pres, hvis fredskoven endte på private hænder. Danmarks Naturfredningsforening mente ikke, at staten med et salg på det frie marked levede op til sin forpligtelse til ifølge Natura 2000 planen at beskytte biodiversiteten på stedet.
Ifølge fredningskendelsen (1953) er det ikke tilladt at færdes uden for veje og stier. Det er heller ikke tilladt at plukke eller opgrave planter i skoven.
- Der er mange lysninger i skoven.
- Kvæg bruges til naturpleje
- Her ses kridtet mellem rødderne på et væltet træ.
- Blå anemoner i Allindelille Fredskov den 26. marts 2022.